# هيتومي تاكاهاشي (مغنية)
هيتومي تاكاهاشي (باليابانية: 高橋瞳؛ بالكانا: たかはし ひとみ) هي مغنية يابانية، ولدت في 8 أبريل 1989 في شيوغاما في اليابان.

## وصلات خارجية
- الموقع الرسمي
- هيتومي تاكاهاشي على موقع ميوزك برينز (الإنجليزية)